# Đập Glen Canyon
Đập Glen Canyon là một đập nước dạng vòm trọng lực trên sông Colorado, phía bắc Arizona, Mỹ, gần thị trấn Page. Đập cao 220 m được xây dựng bởi Cục Khai hoang Hoa kỳ (USBR) từ năm 1956 đến 1966 và hình thành nên hồ Powell - một trong những hồ nước nhân tạo lớn nhất nước Mỹ có công suất 27 triệu acre feet (33 km3). Đập được đặt tên theo Glen Canyon, một loạt các hẻm núi sa thạch đã bị ngập trong lòng hồ chứa; hồ Powell được đặt theo tên John Wesley Powell, là người đã dẫn đầu đoàn thám hiểm bằng thuyền đi qua Grand Canyon trên sông Colorado.
Việc xây dựng đập Glen Canyon đã được nghiên cứu từ năm 1924, nhưng kế hoạch đã bị thay thế bởi việc xây dựng đập ở Black Canyon (đập Hoover, hoàn thành năm 1936). Những năm 1950, do dân số tại 7 bang nước Mỹ và 2 tiểu bang Mexico tăng nhanh chóng, cục khai hoang coi việc xây dựng con đập là cần thiết. Tuy nhiên, việc xây dựng đập đói mặt với những phản đối vì lo ngại con đập ảnh hưởng tới các vùng đất được bảo tồn trong khu tưởng niệm quốc gia Dinosaur. Sau một thời gian dài, cục khai hoang đồng ý không xây con đập tại Dinosaur thay vào đó đập được xây dựng tại Glen Canyon.
Hồ Powell đầy nước lần đầu tiên vào năm 1980. Hoạt động của đập Glen Canyon giúp đảm bảo phân phối đồng đều nguồn nước giữa các bang lưu vực sông Colorado (Colorado, Wyoming, và nhất là các bang New Mexico, Utah). Trong những năm hạn hán, đập có nhiệm vụ cung cấp nước cho các bang hạ nguồn lưu vực sông mà không cần nhập nước từ thượng nguồn. Trong những năm mưa nhiều thì đập sẽ trữ nước để sử dụng trong tương lai. Đập cũng cung cấp nguồn thủy điện quan trọng với hơn 4 tỉ kilowatt giờ/năm. Hồ Powell dài và quanh co là nơi có phong cảnh thiên nhiên đẹp, phục vụ các hoạt động giải trí như câu cá, lướt ván, thu hút hàng triệu khách du lịch mỗi năm đến với công viên quốc gia Glen Canyon.
Bên cạnh những công dụng và lợi ích kinh tế, con đập cũng bị nhiều người chỉ trích vì gây ra những ảnh hưởng xấu đến thiên nhiên hoang dã và nó là con đập cuối cùng được xây với kích thước lớn tại Mỹ. Con đập đã bị chỉ trích vì làm thất thoát một lượng lớn nước do bay hơi tại hồ Powell và những ảnh hưởng nghiêm trọng đến hệ sinh thái Gran Canyon nằm ở hạ nguồn, các nhóm hoạt động vì môi trường tiếp tục ủng hộ việc tháo dỡ con đập.

## Hình ảnh

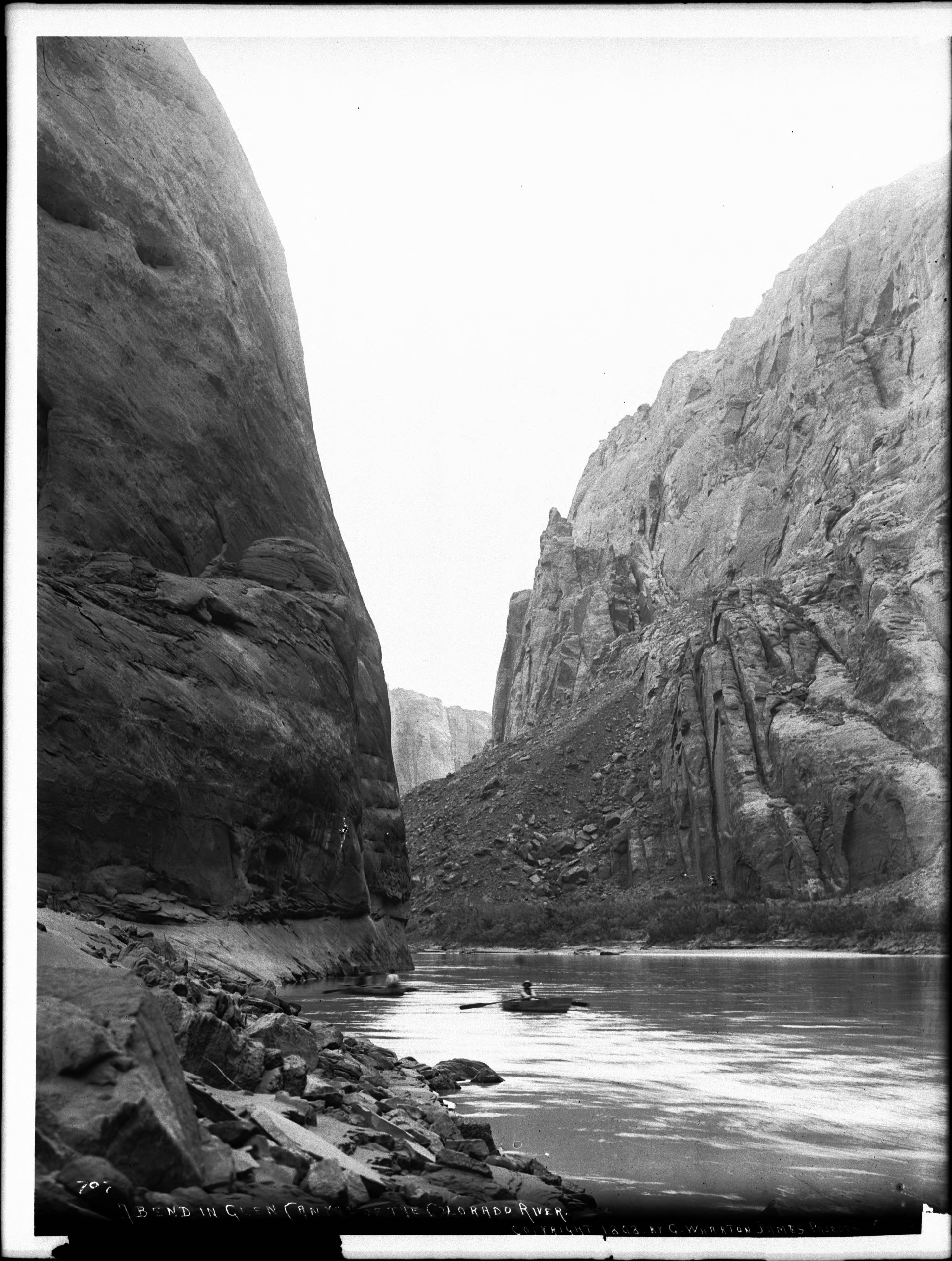

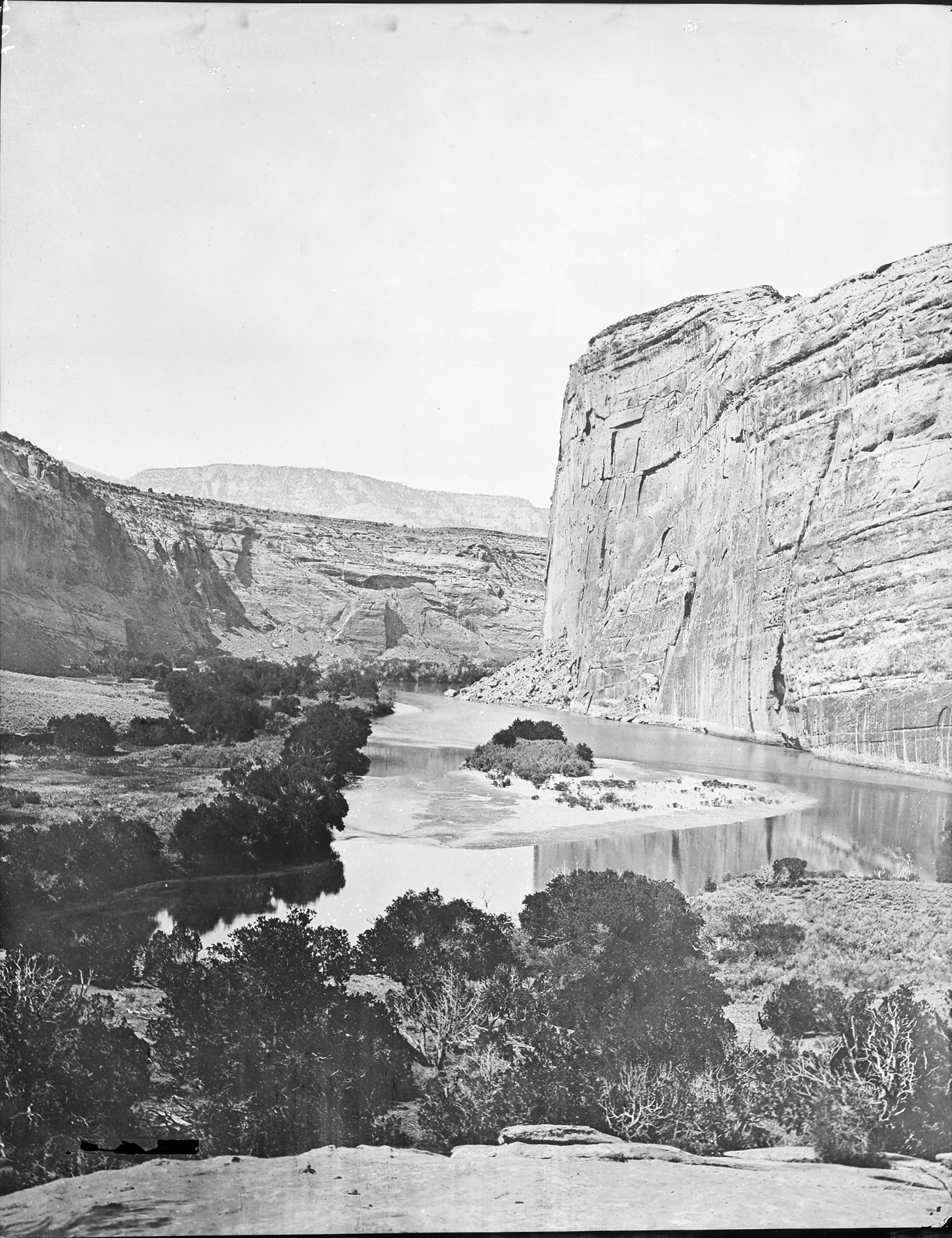

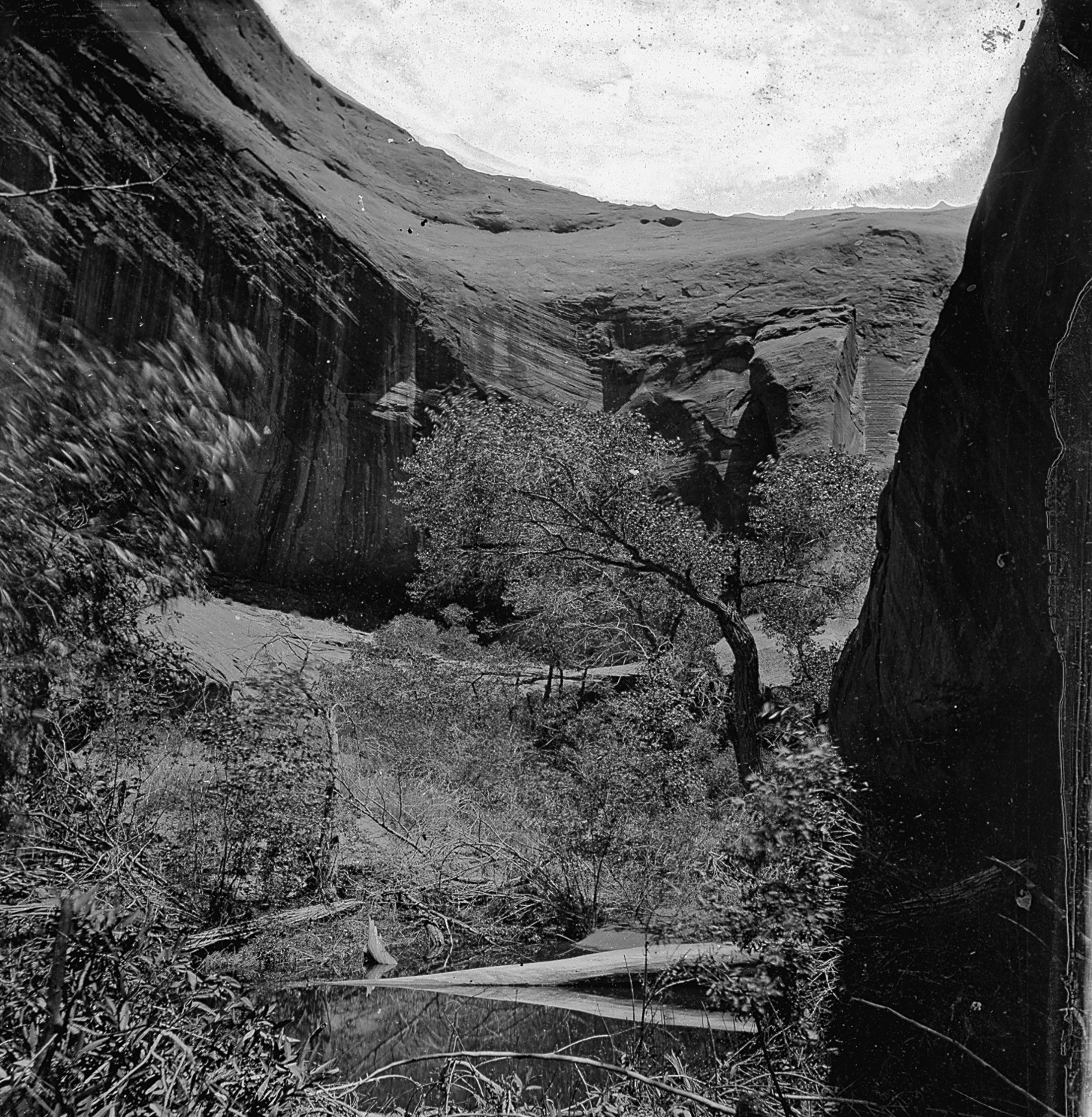

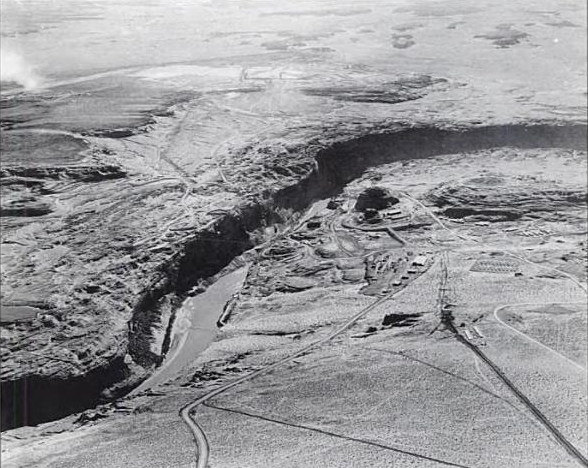

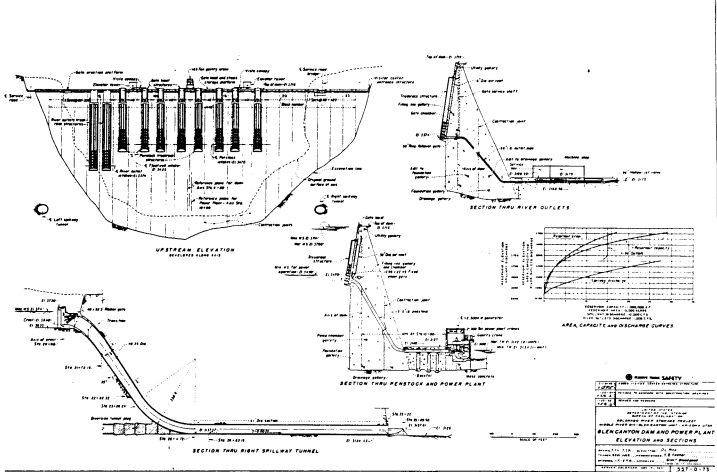

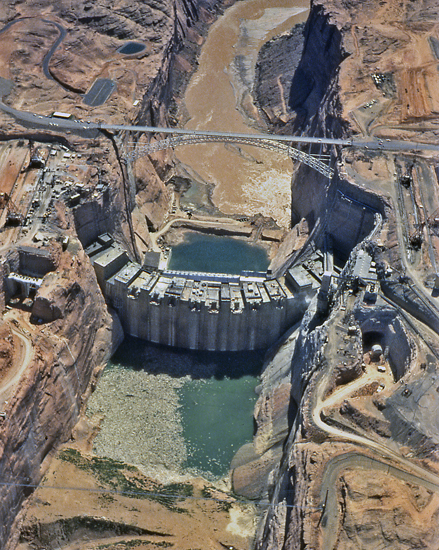

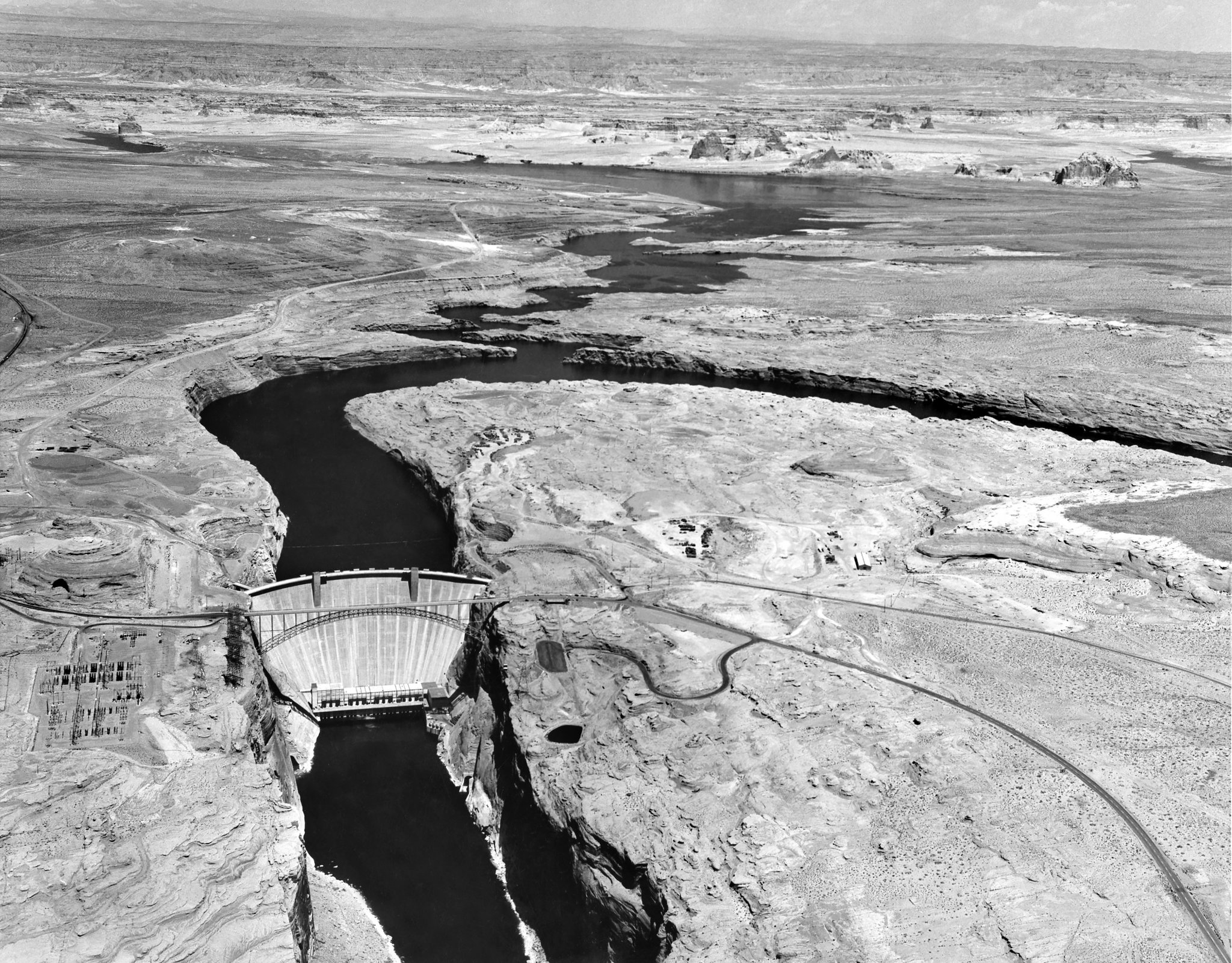

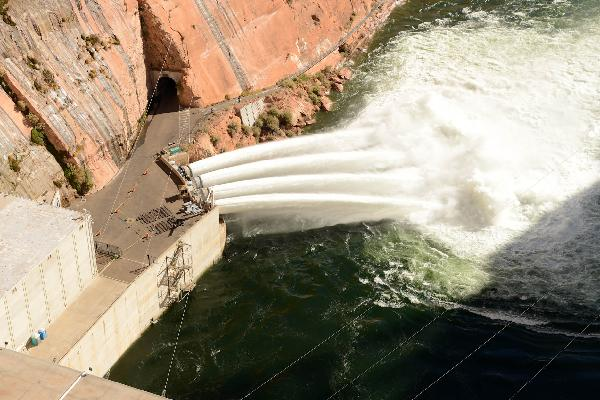

## Dẫn chứng
1. 1 2 3  "Glen Canyon Dam Dimensions". U.S. Bureau of Reclamation. Bản gốc lưu trữ ngày 3 tháng 3 năm 2016. Truy cập ngày 29 tháng 8 năm 2016.
2. 1 2 3 4  "Glen Canyon Dam Hydraulics & Hydrology". U.S. Bureau of Reclamation. Bản gốc lưu trữ ngày 5 tháng 9 năm 2015. Truy cập ngày 29 tháng 8 năm 2016.
3. ↑  "Glen Canyon Dam Overview". U.S. Bureau of Reclamation. ngày 29 tháng 5 năm 2009. Bản gốc lưu trữ ngày 3 tháng 9 năm 2016. Truy cập ngày 31 tháng 8 năm 2016.
4. 1 2 3  "Glen Canyon Powerplant". U.S. Bureau of Reclamation. Bản gốc lưu trữ ngày 5 tháng 9 năm 2015. Truy cập ngày 29 tháng 8 năm 2016.
5. 1 2  "Appendix K: Hydropower Systems Technical Information and Analysis" (PDF). U.S. Department of Energy. tháng 12 năm 2015. Truy cập ngày 31 tháng 8 năm 2016.
6. 1 2 3  "Colorado River Storage Project". U.S. Bureau of Reclamation. ngày 4 tháng 5 năm 2010. Bản gốc lưu trữ ngày 4 tháng 3 năm 2016. Truy cập ngày 22 tháng 5 năm 2011.
7. ↑  Billington, Jackson and Melosi, p. 398
8. ↑  Billington and Jackson, p. 337
9. ↑  "Lake Powell". U.S. Bureau of Reclamation. ngày 4 tháng 11 năm 2008. Bản gốc lưu trữ ngày 3 tháng 6 năm 2012. Truy cập ngày 31 tháng 8 năm 2016.
10. ↑  Needham, p. 202
11. ↑  "History of the Environmental Movement". Glen Canyon Institute. Bản gốc lưu trữ ngày 11 tháng 9 năm 2016. Truy cập ngày 31 tháng 8 năm 2016.
12. ↑  Martin, p. 3